# 九州の鉄道

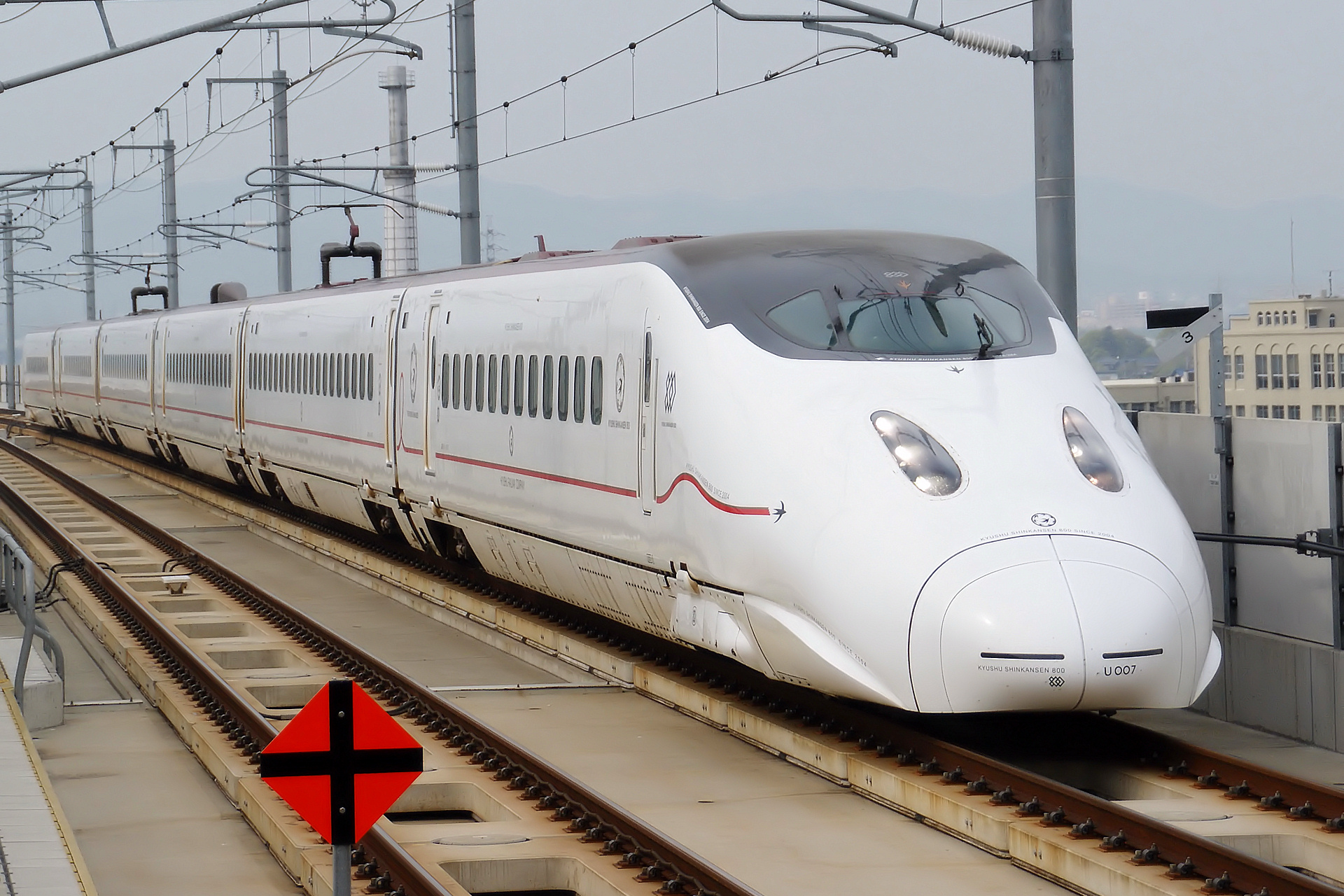
九州新幹線で使用される800系。JR九州の車両は、この800系のように水戸岡鋭治のデザインを採用していることが特色の一つである。

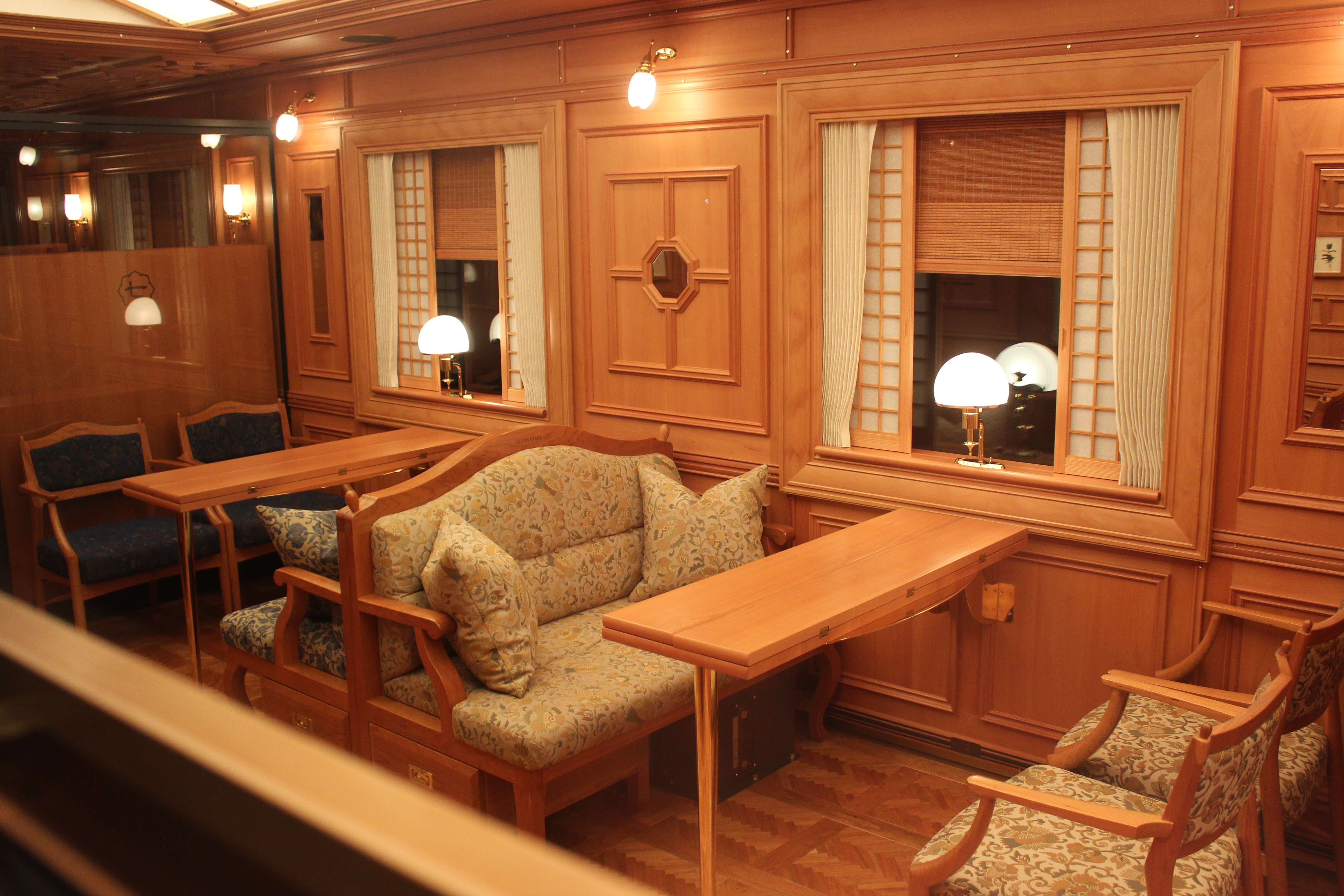
ななつ星 in 九州の贅を凝らした車内。日本で初めてのクルーズトレインとして2013年から運行を開始した。

九州の鉄道（きゅうしゅうのてつどう）では、九州内における鉄道について記す。島内の多くの路線は、国鉄分割民営化に際して九州内の在来線を継承した九州旅客鉄道（JR九州）により運営されている。ただし、山陽新幹線は全線が西日本旅客鉄道（JR西日本）の管轄であるため、同線の小倉 - 博多間および新幹線に付帯する博多南線は、九州内の路線でありながら例外的にJR西日本が運営している。幹線の多くは電化されているが、筑肥線を除くとその全てが交流電化である。
福岡市から大牟田市にかけては、九州で唯一の大手私鉄である西日本鉄道（西鉄）が路線を展開しており、天神大牟田線はJR九州の鹿児島本線と熾烈な競争を繰り広げている。その他の区間では、JR九州の特急が高速道路網の発達に伴い勢力を伸ばした都市間高速バスとの競争を強いられている。さらに、福岡都市圏 - 宮崎・鹿児島間では航空機も旅客争奪戦に加わる。
市内交通としては地下鉄が1都市（福岡市=福岡市交通局）、モノレールが1都市（北九州市=北九州高速鉄道）、路面電車が3都市（長崎、熊本、鹿児島）で運行されている。特に路面電車は日本初の超低床電車である熊本市交通局9700形電車を皮切りに、それぞれバリアフリーに配慮した新しい超低床電車の投入を行うなど積極的な施策を進めている。
一方、地方都市近郊等で運行されている中小私鉄や第三セクター鉄道は、いずれもモータリゼーションや過疎化、少子高齢化に直面しており、2008年には島原鉄道の一部区間が廃止されるなど、なお先行きの厳しい状況が続いている。

## 運営

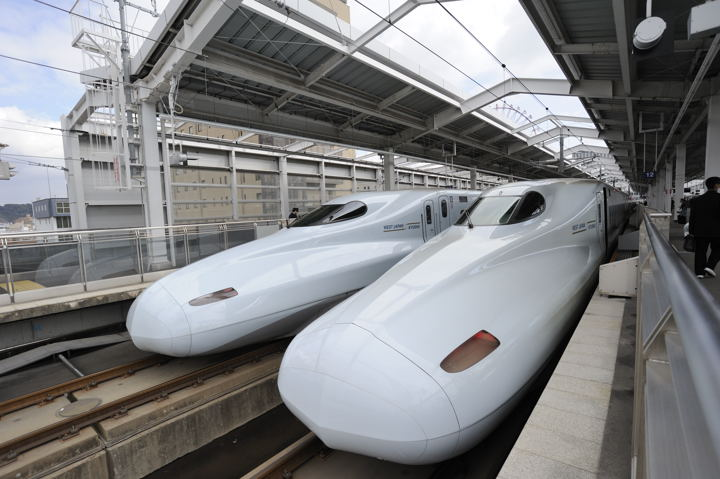
九州新幹線の「さくら」は九州と関西とを結ぶ。写真は「さくら」に使用されるN700系7000番台。

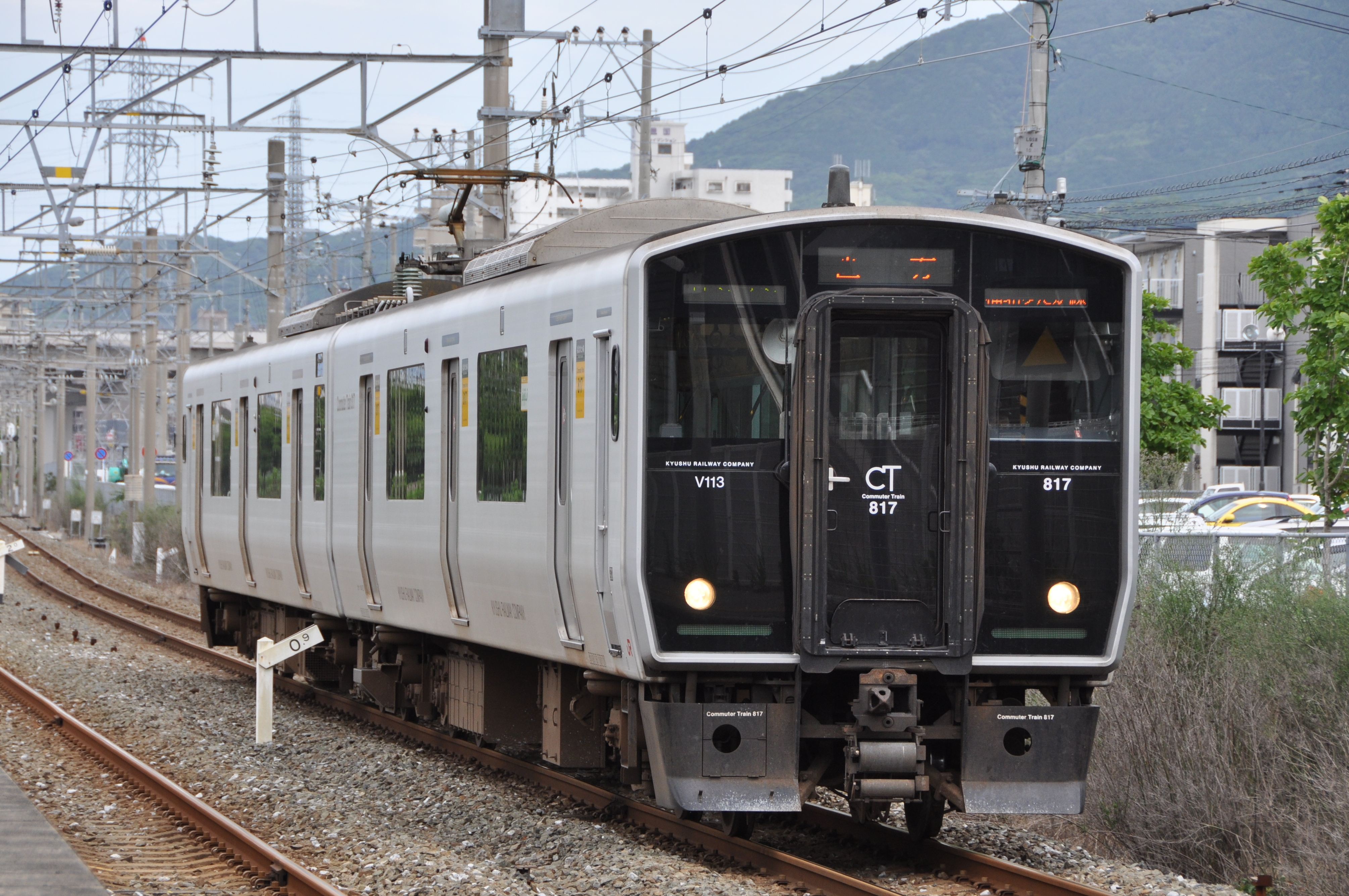
817系。九州各地の電化区間で見られる。

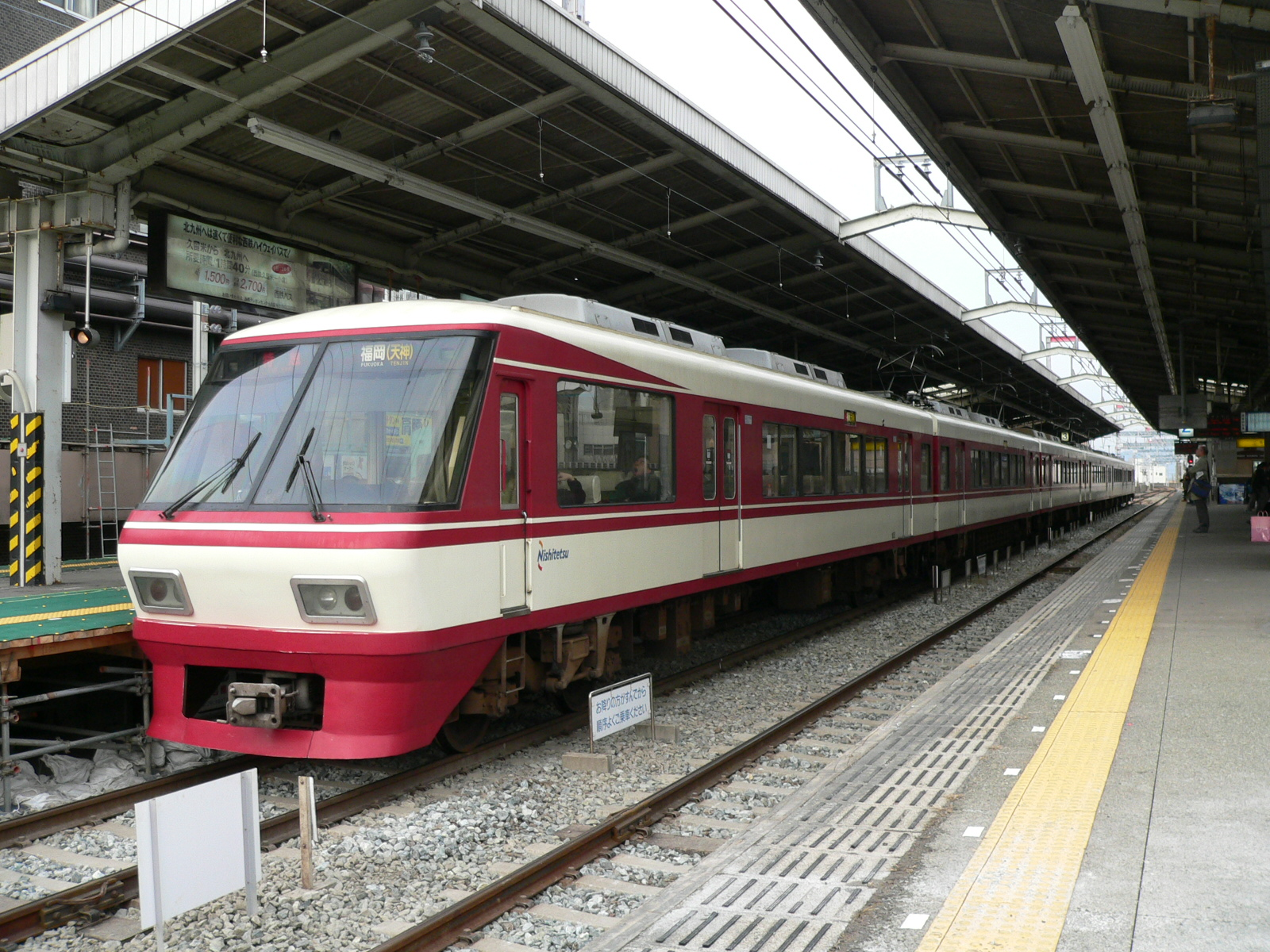
福岡近辺に路線網を持つ西鉄。写真は特急用の8000形。

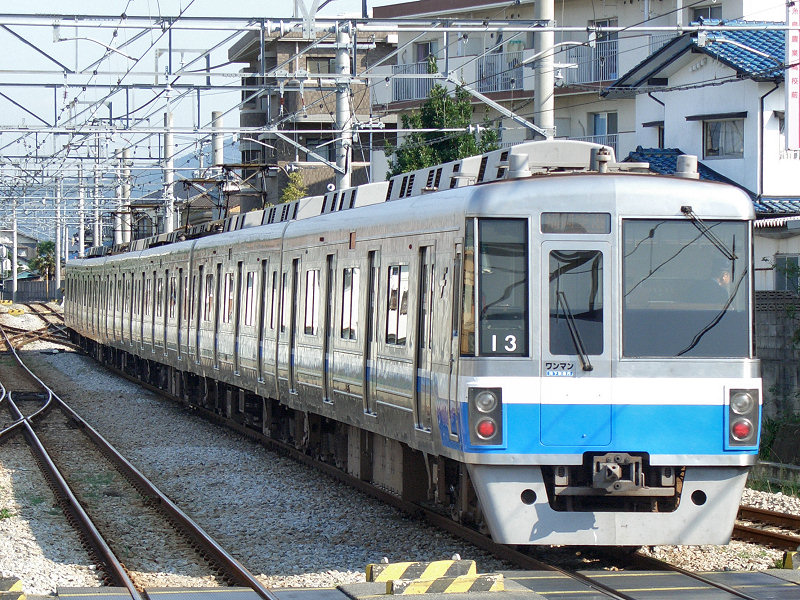
福岡市交通局は九州で唯一の地下鉄事業者。空港線はJR筑肥線と直通運転を行っている。

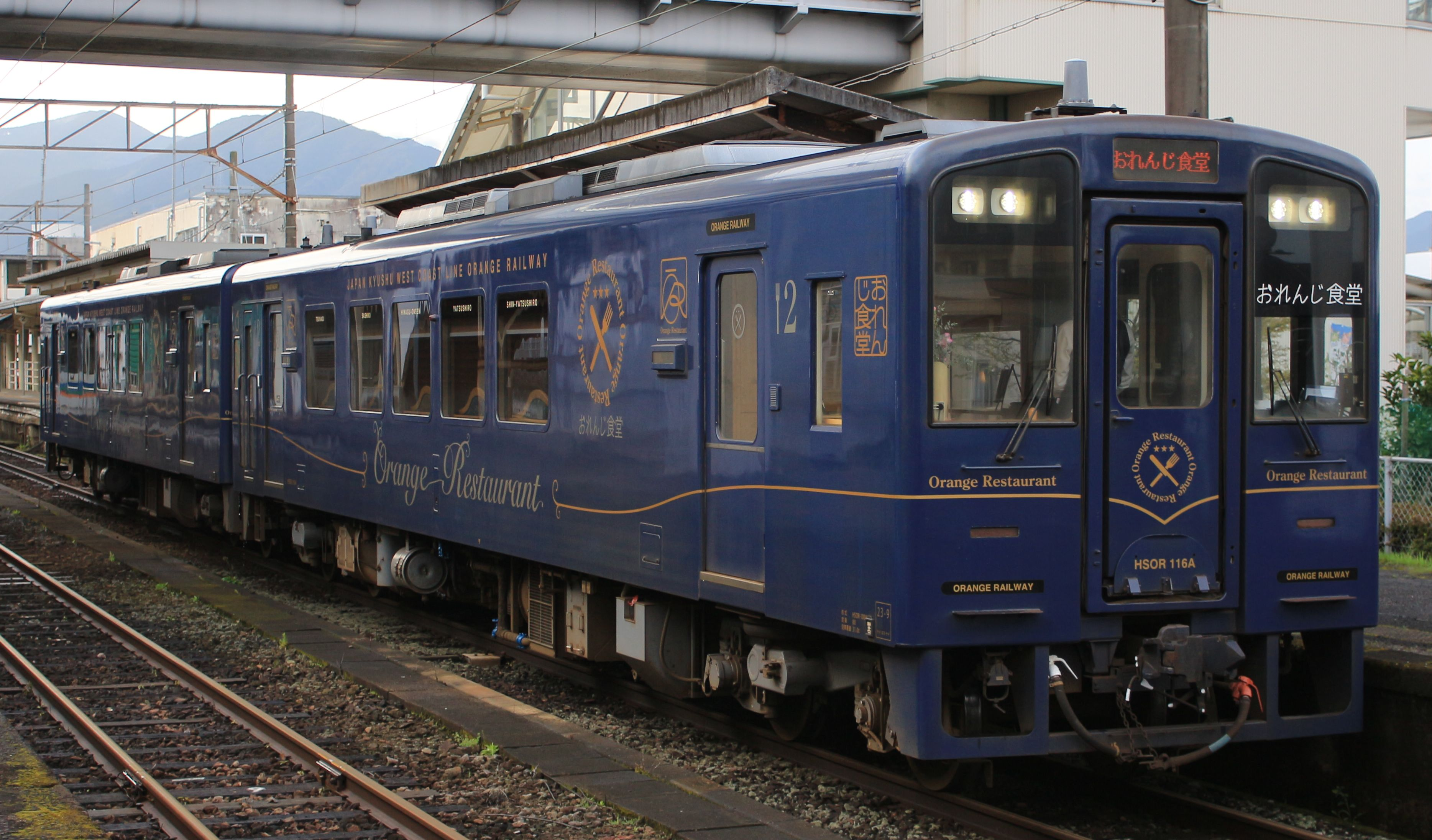
慢性的な赤字に苦しむ肥薩おれんじ鉄道。2013年からは、風光明媚な車窓を楽しみながら食事ができる「おれんじ食堂」を運行している。

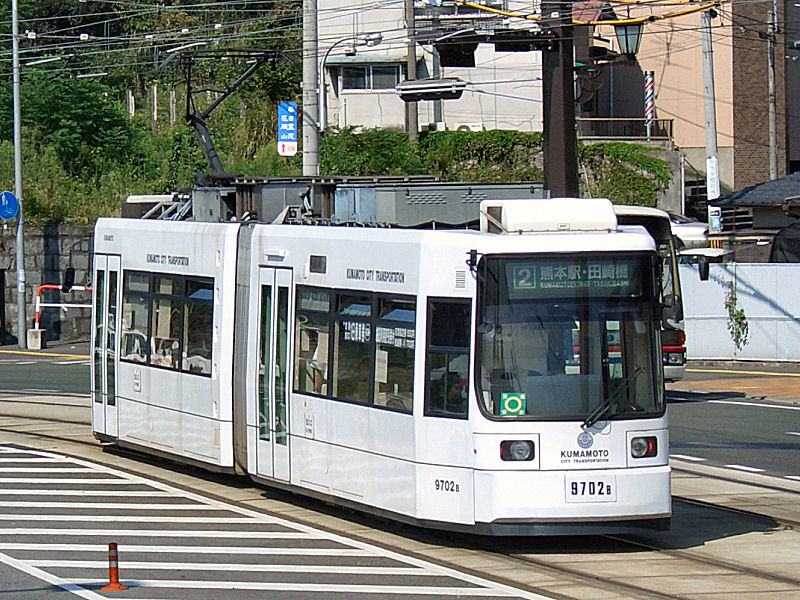
九州ではいまだに路面電車の活躍が見られる都市も多い。熊本市交通局の9700形は、低床式路面電車の嚆矢。

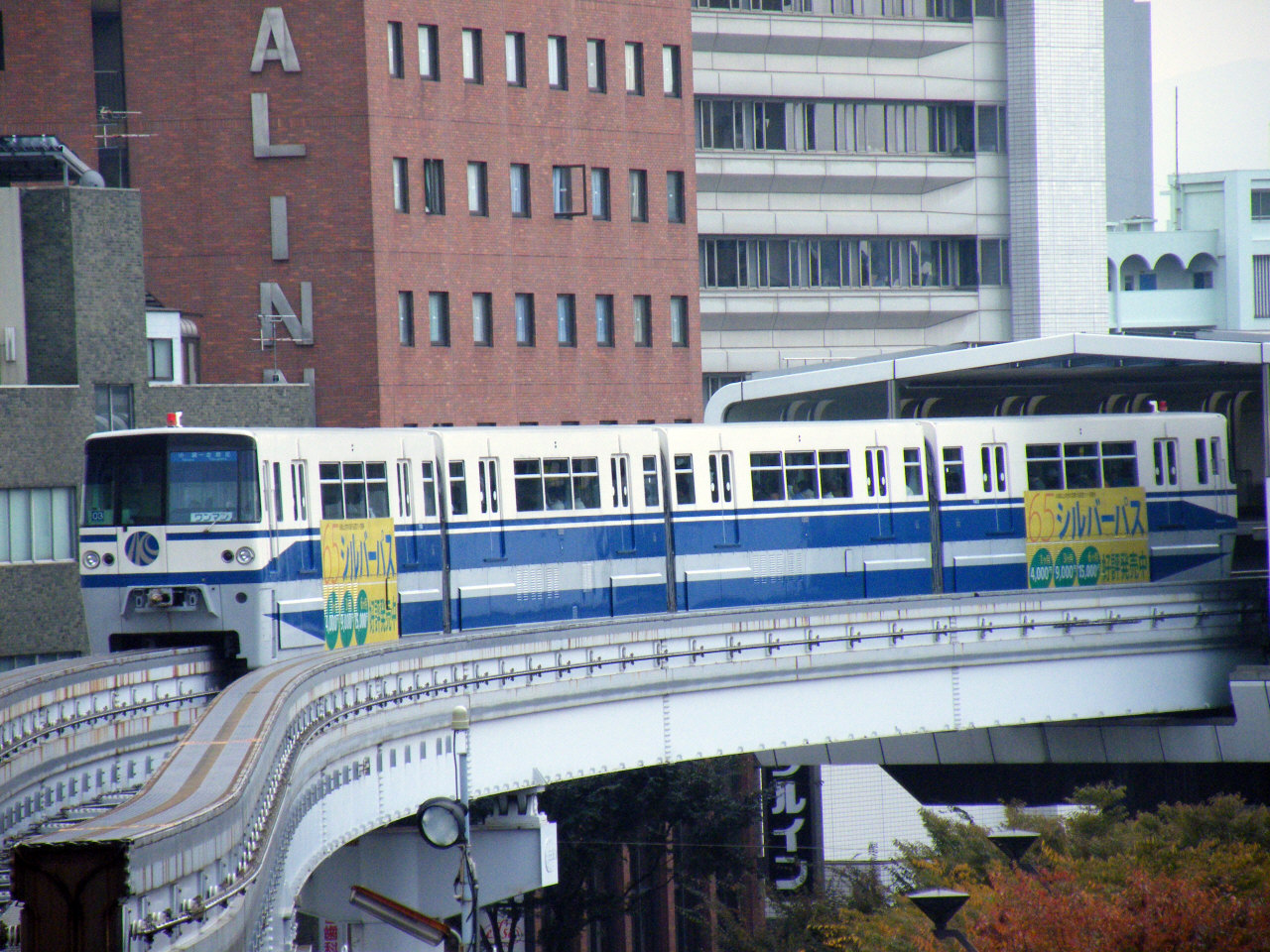
北九州高速鉄道は九州唯一のモノレール。

新幹線
九州新幹線と西九州新幹線、山陽新幹線の一部が九州内に存在し、うち九州新幹線と西九州新幹線についてはJR九州本社鉄道事業本部の直轄となっている。長崎県に熊本総合車両所大村車両管理室が、熊本県に熊本総合車両所が、鹿児島県に川内新幹線車両センターが置かれている。山陽新幹線についてはJR西日本新幹線鉄道事業本部が管轄し、その下部組織の福岡支社が駅業務を担い、福岡県内に博多総合車両所が置かれている。なお山陽新幹線と在来線が乗り入れる博多駅及び小倉駅はJR西日本とJR九州の共同使用駅となっており、この2つの駅にはJR西日本とJR九州それぞれの会社の駅長が置かれている。
2011年3月には九州新幹線 (鹿児島ルート)が全線開業し、新大阪駅と鹿児島中央駅の間で直通列車「みずほ」「さくら」の運転が開始された。西九州新幹線は2022年9月に武雄温泉 - 長崎間が開業。新鳥栖 - 武雄温泉間の整備は現在協議中である。
JR在来線
新幹線の回送線を転用した博多南線を除き、JR九州の管轄である。JR九州の在来線に関しては、本社鉄道事業本部の下に熊本支社・長崎支社・大分支社・鹿児島支社の各支社が置かれ、本社も含めて分担区域を管轄している。 また山陽本線も関門鉄道トンネルを含む下関駅までがJR九州の管理下となっているが、下関駅の駅業務自体はJR西日本が行っており、JR九州の駅職員は配置されていない。
大手私鉄
首都圏・関西圏・中京圏以外では唯一の大手私鉄である西日本鉄道（西鉄）が福岡県下に4路線を持ち、三大都市圏の私鉄各線と遜色無い輸送サービスを行っている。基幹路線の天神大牟田線はインターアーバンに由来する高速都市間電車である。一方、貝塚線は地下鉄との相互直通運転構想が存在するが、進展を見ない。
中小私鉄
中小私鉄は3事業者（軌道事業を行う長崎電気軌道を含めると4事業者）が存在する。このうち、長崎県の島原鉄道は会社組織上は第三セクターに分類されるが、純民間資本の私鉄に地方自治体が出資して第三セクターとなったもので、通常は私企業として扱われる（詳細については島原鉄道を参照）。佐賀県・鹿児島県には純粋な民間資本による私鉄は現在存在せず、公営または第三セクター線のみとなっている。大分県にはこれらも含めて1975年以降、ケーブルカー以外の私鉄線が一切存在しない。
地方公営企業
福岡市には九州で唯一地下鉄事業を行う福岡市交通局が存在する。福岡市交通局は地下鉄専業で、その他の交通機関は運営していない。これはもともと福岡市に市営交通事業がなく、西日本鉄道が運営していた路面電車の代替として福岡市地下鉄が建設され、それに伴って交通局が編成されたためである。軌道事業を行う地方公営企業として、熊本市の熊本市交通局、鹿児島市の鹿児島市交通局がある。
第三セクター鉄道
第三セクターにより運営される鉄道としては7事業者9路線が存在する。北九州高速鉄道が九州唯一のモノレール路線を新規開業させ、肥薩おれんじ鉄道が九州新幹線開業に伴って並行在来線の経営を引き受けたのを除けば、全て国鉄再建法により旧国鉄の赤字路線（特定地方交通線）から転換されたものである。なお、宮崎県には2007年まで第三セクターの高千穂鉄道が存在していたが、2005年9月の台風で甚大な被害を受け2008年12月28日をもって廃止され、大分県とともにJR線以外の私鉄線が一切存在しない県となった。また貨物線を転用して開業した平成筑豊鉄道門司港レトロ観光線は、普通鉄道として初の特定目的鉄道事業である。
2010年3月1日現在、九州島内で旅客営業を行っている鉄道事業者は次のとおり（五十音順）。
JRグループ
- 九州旅客鉄道
- 西日本旅客鉄道

大手私鉄
- 西日本鉄道

中小私鉄
- 熊本電気鉄道
- 島原鉄道
- 筑豊電気鉄道
- 長崎電気軌道

地方公営企業
- 鹿児島市交通局
- 熊本市交通局
- 福岡市交通局

第三セクター鉄道
- 甘木鉄道
- 北九州高速鉄道
- くま川鉄道
- 肥薩おれんじ鉄道
- 平成筑豊鉄道
- 松浦鉄道
- 南阿蘇鉄道

## 歴史

### 創始から鉄道国有法まで

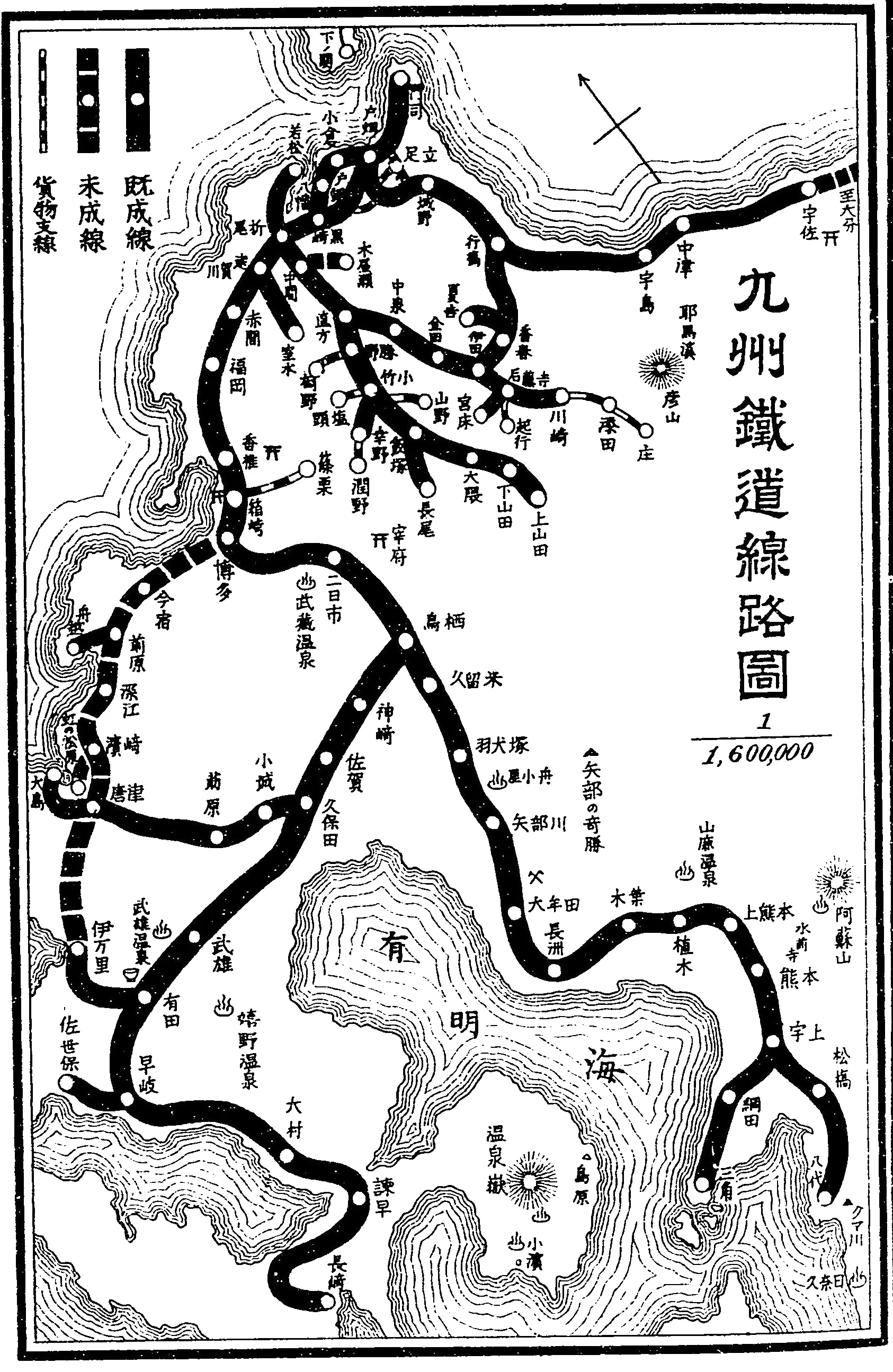
九州鉄道株式会社 1906年の路線図

幕末の1865年（慶応元年）、英国商人グラバーが長崎の大浦海岸に数百メートル程度の線路を敷き、そこで輸出予定の蒸気機関車をデモンストレーションとして約1か月間走らせた。これが九州及び日本国内で初の実物の鉄道車両の運転となる。なお、長崎市梅香崎町にはこれを記念した「我が国鉄道発祥の地」の碑がある。
正式な事業としての九州の鉄道の歴史は、1889年（明治22年）に九州鉄道という半官半民の会社が博多 - 千歳川仮停車場を開業させたことに始まる。この形態の会社として最初の事例である日本鉄道が成功を収めたこともあり、政府の予算不足から財閥資本を投入して開業にこぎつけた。
九州鉄道は、現在の鹿児島本線・日豊本線・長崎本線・佐世保線など、後に九州の基幹となる路線の全線ないし一部区間を開業させた。北部九州では産業振興に必要な石炭を産出する地域が多かったが、九州鉄道は筑豊炭田内を運行する筑豊鉄道や唐津炭田内を運行する唐津鉄道を買収し、産炭地に網の目のように路線を張り巡らした。
1898年（明治31年）には、門司港 - 長崎間に「港間列車」（長崎本線夜行列車沿革も参照）が運転されるようになった。

### 明治時代末期～昭和時代（戦前）
鉄道国有法により九州鉄道は1907年に国有化、路線はそのまま鉄道院（→国鉄）に引き継がれた。八代まで伸びていた九州鉄道の路線は難工事の末1909年（明治42年）に延長され、吉松 - 鹿児島間で開通していた官設鉄道の路線と接続したことで、門司（現門司港） - 鹿児島間が人吉経由で全通、ここに九州の南北が鉄道で結ばれた。
九州の東側にあたる大分・宮崎両県への鉄道の建設は遅く、1923年（大正12年）に豊州本線重岡 - 宮崎本線市棚の宗太郎越えを最後にようやく全通、九州7県の県庁所在地をつなぐ鉄道網がひとまず完成した。
昭和時代初期には改良に伴う大幅な路線変更が相次いだ。鹿児島本線は、開業時は軍の要請もあり内陸部を経由して建設されたが、矢岳越えという難所を抱えているため、八代海沿いに南下する海岸回りの路線が建設され、1927年（昭和2年）に全通。これにより鹿児島本線は川内経由に改められ、それまでの人吉経由の路線は肥薩線とされた。軍港である佐世保に近い早岐経由で建設されていた長崎本線は、路線延長も短く急勾配も無い有明海沿いのルートが1934年（昭和9年）に開通し、旧線は佐世保線の一部と大村線とされた。
国鉄線の延長と改良が進む一方、1900年（明治33年）の豊州電気鉄道（のち大分交通別大線、1972年全廃。全国で5番目、九州で初の電車運転であった）開業を皮切りに、主要都市において路面電車が発達し、国鉄線から接続する地方私鉄線も増えた。また、1924年には九州鉄道 (2代)により現在の西鉄天神大牟田線の一部となる福岡（現西鉄福岡（天神））～久留米（現西鉄久留米）間が開業、九州では初めての本格的な都市間高速鉄道となった。また、筑前参宮鉄道（のち国鉄勝田線、廃止）や北九州鉄道（現JR筑肥線主要部）では、当時全国でも数少ないディーゼルエンジン駆動の気動車による運行が行われていた。
九州島外の鉄道網との連絡は開業以来鉄道連絡船（関門連絡船など）に頼っていたが、明治末年から既に海底トンネルまたは架橋により本州と九州の鉄道を結ぶ計画が検討されていた。最終的に単線並列の関門トンネルを建設することになり、1936年（昭和11年）着工から約5年の工事を経て1942年（昭和17年）7月1日に下り線が貨物営業を開始、同年11月15日から旅客営業も開始され、同時にダイヤ改正が行われて特急「富士」がトンネルを通って長崎まで運転されるようになった（戦況悪化により1944年（昭和19年）4月に運行中止）。
第二次世界大戦（太平洋戦争）では九州各地の産炭地からの石炭輸送や兵員輸送等に鉄道が酷使される一方、一部の不急不要とされた路線は休廃止された。戦争末期には空襲で特に都市部の鉄道が多く被災した。1945年（昭和20年）8月9日には長崎市浦上に原爆が投下され、国鉄長崎本線と長崎電気軌道線が大きな被害を受けた。

### 昭和時代（戦後）
終戦直後、1945年（昭和20年）10月から現在の佐世保市針尾島への引揚者上陸が本格化すると、引揚援護局の最寄り駅であった大村線南風崎駅から日本各地へ引揚げ列車（ムーンライトながら#概要参照）が運転されるようになった。戦争による鉄道施設や車両の疲弊、熟練した従業者が欠けた状態での列車運行は困難をきわめ、終戦1週間後の1945年（昭和20年）8月22日には鉄道運行システムの劣化が遠因とされる肥薩線列車退行事故が発生、乗客の復員兵が多数死傷している。
戦後の混乱期を過ぎて高度経済成長期に入ると、1956年（昭和31年）にダイヤ改正で登場した寝台特急「あさかぜ」が運転を開始、翌々年には後にブルートレインと呼ばれる20系寝台客車に置き換えられ、東京・大阪から九州に向かう夜行列車が隆盛を迎えた。昼行列車についても、1961年（昭和36年）10月1日のダイヤ改正（通称「サンロクトオ」）で「かもめ」がキハ80系気動車に置き換えられて長崎と宮崎へ延長されたことを端緒として、九州各都市への特急・急行ネットワークが構築された。
明治の開業以来九州の国鉄線は関門トンネルを除きすべて非電化であったが、昭和30年代に入ると特に輸送量の大きい鹿児島本線の電化が検討されるようになった。関門間は直流電化であったが、九州内の電化は当時北陸本線で実用化されていた交流電化方式が採用され、「サンロクトオ」に先立つ1961年6月1日に門司港 - 久留米間が電化開業した。
1960年代から70年代を通じて、鹿児島本線及び日豊本線では逐次電化・複線化等の輸送力増強が行われ、並行して動力近代化計画により蒸気機関車の淘汰が進められた。1967年（昭和42年）には初めての九州島内のみを走行する特急「有明」が運転を開始、1970年（昭和45年）10月1日の鹿児島本線全線電化とともに581系電車に置き換えられた。日豊本線の電化はやや遅れたが、1979年（昭和54年）10月に南宮崎～鹿児島間を最後に全線電化、九州を一周する幹線の電化が完了した。ただし、既に経営が悪化していた国鉄においては投資抑制を図らざるを得ず、車両は新幹線延伸や急行の格上げで捻出されたものを転用、南九州においては大半の区間が単線のまま残されることになった。
一方、1960年代以降、エネルギー革命による石炭産業の衰退、モータリゼーションの進行、沿線の過疎化などにより利用者減少が進んだローカル線が次第に廃止されていった。各地の中小ローカル鉄道、さらに旧産炭地を中心に国鉄線にも赤字83線に指定されて廃止される線区が出た。

### 山陽新幹線博多開業以降
1975年（昭和50年）3月10日、山陽新幹線の岡山 - 博多間が開業した。同時にダイヤ改正が実施され、従来の山陽本線方面から関門トンネルを経由する直通列車群を基幹とする体系が、小倉・博多両駅で新幹線に接続するエル特急群中心に再編された。一方、多数運転されていた対本州の夜行列車はこの後需要減によりダイヤ改正の度に削減されていった。
国鉄の経営が悪化していく中、筑豊地域や南九州を中心にローカル線が特定地方交通線に指定され、1984年（昭和59年）12月1日にバス転換された宮原線・妻線を皮切りに次々と第三セクター鉄道やバス運行に転換されていった。九州島内で初の第三セクター鉄道となったのは1986年（昭和61年）4月1日転換の甘木鉄道と南阿蘇鉄道である。これら第三セクター鉄道のうち、甘木鉄道や松浦鉄道、平成筑豊鉄道は、転換後に積極経営に切り替えたことで黒字を計上していた時期もある。

### 分割民営化後
1987年（昭和62年）の分割民営化により、山陽新幹線をJR西日本が、九州内在来線の旅客営業をJR九州が、貨物営業をJR貨物（日本貨物鉄道）がそれぞれ継承した。当初からJR四国、JR北海道とともに経営基盤が脆弱と目されていたJR九州は、車両のデザイナーに水戸岡鋭治を起用。8620形蒸気機関車を復活させて牽引機にあてたあそBOY、観光特急ゆふいんの森など、工夫を凝らした様々な列車を誕生させていった。
2004年には、ついにJR九州の管轄となる新幹線が誕生した。以後JR九州は、九州新幹線およびその駅を起点とする観光列車の強化に取り組んでいくことになる。2013年には、オリエント急行などに着想を得たクルーズトレイン「ななつ星 in 九州」を登場させ、鉄道による新たな旅行形態を提唱している。その影で、「あさかぜ」や「なは」といったブルートレインが次々と廃止され、最後に残った「はやぶさ」・「富士」が2009年に廃止となったことで、歴史ある長距離列車の灯が消えている。